# Ла Есперанза, Хесус Ернандез (Херез)
Ла Есперанза, Хесус Ернандез (шп. La Esperanza, Jesús Hernández) насеље је у Мексику у савезној држави Закатекас у општини Херез. Насеље се налази на надморској висини од 2010 м.

## Становништво
Према подацима из 2010. године у насељу је живело 11 становника.

### Хронологија
| Година       | 2000 | 2010 |
| ------------ | ---- | ---- |
| Становништво | 10   | 11   |

### Попис
| # | Индикатор                     | Вредност |
| - | ----------------------------- | -------- |
| 1 | Укупно домаћинстава           | 2        |
| 2 | Укупно насељених домаћинстава | 2        |
| 3 | Величина локације             | 1        |